# Bradfield Combust with Stanningfield
Bradfield Combust with Stanningfield is een civil parish in het bestuurlijke gebied West Suffolk, in het Engelse graafschap Suffolk. In 2001 telde het dorp 503 inwoners.